# Ida Gertrud Schwabe
Ida Gertrud Schwabe (* 20. April 1886 in Basel; † 11. Februar 1980 in Münchenstein) war eine Schweizer Malerin. Ihr Werk umfasst Landschaftsbilder, Stillleben und Porträts.

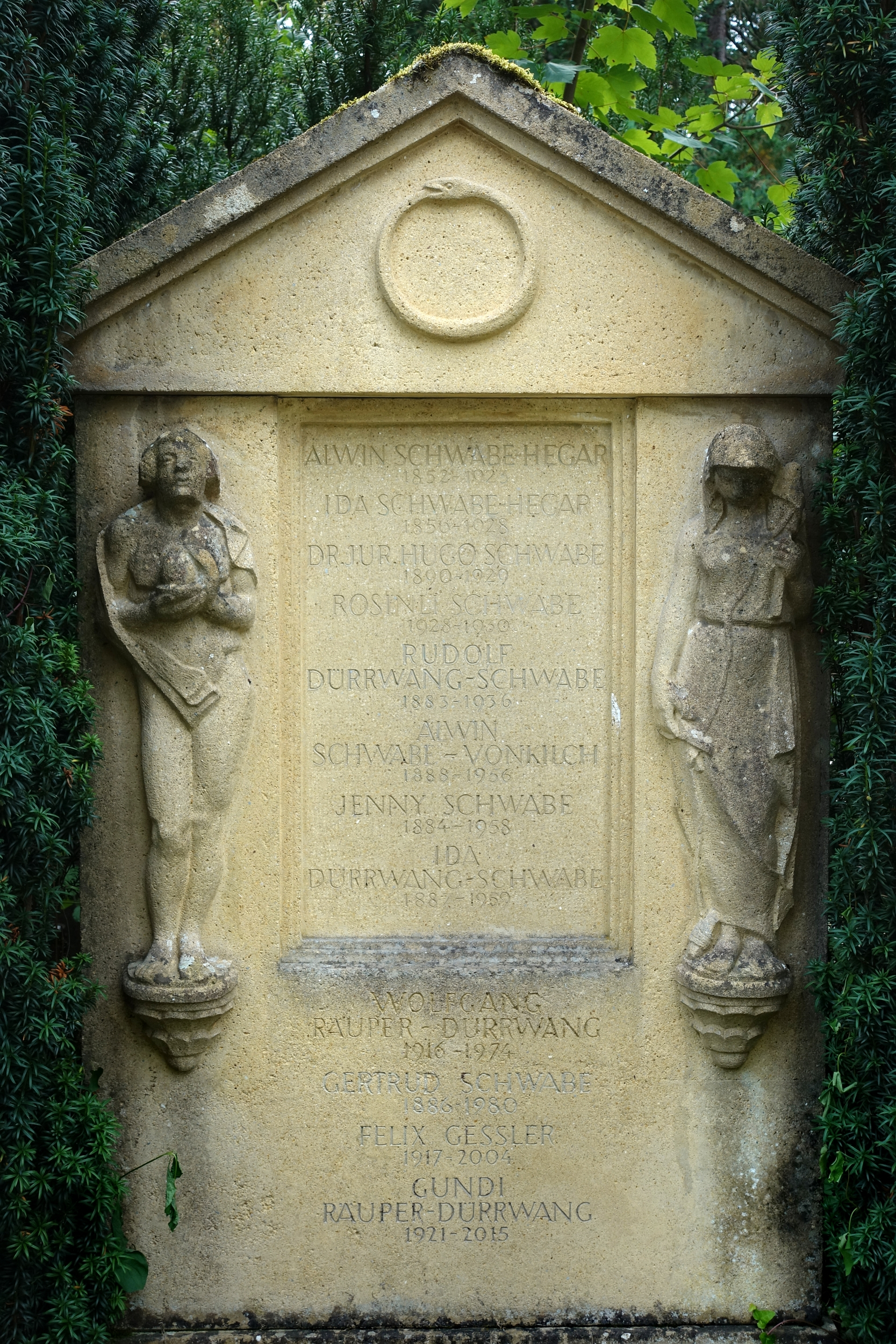
Grab auf dem Wolfgottesacker, Basel

## Werk
Ida Gertrud Schwabe war eine Tochter des Alwin Schwabe und der Ida Sophia, geborene Hegar (1856–1928). Von 1907 bis 1911 besuchte sie die Allgemeine Gewerbeschule Basel und wurde von Fritz Schider, Albrecht Mayer und R. Strüdel unterrichtet. In München und Paris bildete sie sich weiter.
1917 gründete sie Basler Sektion der Gesellschaft Schweizer Malerinnen, Bildhauerinnen und Kunstgewerblerinnen (GSMBK) und war über viele Jahre deren Präsidentin. Ihre Werke zeigte sie in Gruppenausstellungen. Der Kunstkredit Basel-Stadt erwarb Werke von ihr.
Ida Gertrud Schwabe fand ihre letzte Ruhestätte auf dem Wolfgottesacker in Basel.